# انتونیو بونت (بازیکن فوتبال)
انتونیو بونت (انگلیسی: Antonio Bonet; ۱۴ اوت ۱۹۰۸ – مارس ۱۹۹۳ (۸۴ ساله)) بازیکن فوتبال اهل اسپانیا بود.
از باشگاه‌هایی که در آن بازی کرده‌است می‌توان به باشگاه فوتبال گرانادا و باشگاه فوتبال رئال مادرید اشاره کرد.